# Touriño
Touriño es una aldea española situada en la parroquia de San Martín de Lanzós, del municipio de Villalba, en la provincia de Lugo, Galicia.

## Demografía
| Gráfica de evolución demográfica de Touriño entre 2000 y 2019 |
|                                                               |
| Datos según el nomenclátor publicado por el INE.              |